# Hrvatska udruga za odnose s javnošću
Hrvatska udruga za odnose s javnošću (HUOJ) strukovna je udruga stručnjaka u odnosima s javnošću i komunikacije. Bavi se stručnim usavršavanjem, informiranjem, izobrazbom te promocijom standarda i ugleda struke.

## Povijest
Iako postoji od 1994. godine, udruga se 1998. godine formalno registrira po novom Zakonu o udrugama. Prvi predsjednik udruge bio je Eduard Osredečki. Od svog postanka HUOJ na različite načine radi na unapređenju standarda struke, informiranju i podizanju ugleda struke u javnosti te stručnom usavršavanju i obrazovanju članova. Godišnja konferencija najstarija je aktivnost udruge i izuzetna prilika za informiranje o novim trendovima u struci te za bolje upoznavanje i razmjenu iskustava članova. Uz godišnju konferenciju, svake godine provodi se i nagradni natječaj Grand PRix - natječaj za najbolja ostvarenja u struci ostvarena tijekom protekle godine. Grand PRix promiče izvrsnost u komunikaciji i odnosima s javnošću te potiče kolege na kreativnost u osmišljavanju i provedbi raznih projekata vezanih uz strateške komunikacije i odnose s javnošću. Nagrada Mlada nada namijenjena je učenicima i studentima koji su pisali radove na području odnosa s javnošću.  Također, tokom cijele godine udruga organizira razne radionice, seminare, okrugle stolove te Carpe Diem – događaj koji se organizira u suradnji s različitim tvrtkama, agencijama i institucijama kako bi članovi HUOJ-a dobili priliku, kroz predavanja i diskusije, naučiti nešto više njima, njihovim projektima, načinima interne i eksterne komunikacije te uspostavi i održavanju odnosa s medijma. HUOJ organizira i Cheese & Wine Club, druženje članova i stručnjaka iz različitih područja, koji uz degustaciju vrhunskih vina i sireva dijele svoja poslovna i komunikacijska iskustva s prisutnima i odgovaraju na pitanja. Kao krovna organizacija u području odnosa s javnošću u Hrvatskoj, udruga nudi i mogućnost certifikacije svima koji rade i koji se školuju u već spomenutom području.

## Ustroj
Udrugu vodi Upravni odbor od pet članova. Na čelu udruge je predsjednik HUOJ-a. Ostala tijela su Nadzorni odbor i Sud časti. Rad udruge organiziran je prema tematskim sekcijama i podružnicama:
- Korporacijska sekcija
- Sekcija za javni sektor
- Studentska sekcija
- Sekcija za društveno odgovorno poslovanje

Članovi HUOJ-a organizirani su po podružnicama:
- Primorsko-istarska podružnica (Primorsko-goranska županija, Ličko-senjska županija i Istarska županija)
- Dalmatinska podružnica (Splitsko-dalmatinska županija, Šibensko-kninska županija, Zadarska županija i Dubrovačko-neretvanska županija)

## Biblioteka PRint
Udruga izdaje i autorska djela stručnjaka za odnose s javnošću te prijevode strane literature u sklopu stručne biblioteke „PRint” (PR international). 
1. „Odnosi s javnošću: Planiranje i upravljanje kampanjama za odnose s javnošću” (2006.), Anne Gregory
2. „Odnosi s medijima za predstavnike lokalne uprave: komuniciranjem do rezultata” (2007.), Lydia Bjronlund
3. „Kreativnost u odnosima s javnošću” (2007.), Andy Green
4. „PR priručnik” (2007.), Alison Theaker
5. „Komunikacijski plan – srž strateških komunikacija” (2009.), Lester Potter
6. „Korporativni razgovori – vodič za provedbu učinkovite interne komunikacije” (2009.), Shel Holtz
7. „Priručnik za političke kampanje – lekcije s bojišnice” (2007.), Lionel Zetter
8. „Mogu li vas citirati? – priručnik za odnose s medijima za menadžere” (2006.), William Essex
9. „Odnosi s javnošću za organizacije civilnoga društva” (2009.), grupa autora
10. „Otkrivanje odnosa s javnošću” (2009.), ur. Ralph Tench i Liz Yeomans
11. „Mjerenje i evaluacija odnosa s javnošću” (2010.), ur. Betteke van Ruller, Ana Tkalac Verčič i Dejan Verčič
12. „Odnosi s javnošću” (2015.), Ana Tkalac Verčič
13. „Odnosi s medijima u lokalnoj i regionalnoj samoupravi u Hrvatskoj” (2018.), Ermina Duraj
14. „Odnosi s javnošću u neprofitnim organizacijama” (2018.), Miro Radalj
15. "Komunikacija od A do Uprava: priručnik za komuniciranje u ravnom i neprofitnom sektoru" (2019.), Matea Jalušić

## Poveznice
- Odnosi s javnošću
- Komunikacijske znanosti
- Korporativna komunikacija
- Hrvatsko komunikacijsko društvo